# Stellapriset
Stellapriset är ett humoristiskt pris för udda lagvunna stämningar.
Priset är namngett efter Stella Liebeck från New Mexico, USA, som 1994 vann ett mål mot McDonald's efter att hon köpt en kopp kaffe på drive-in och skållat sig själv i bilen.